# زي ليب
زي ليب (بالإنجليزية: zlib)‏ هي مكتبة برمجية تستعمل لضغط البيانات، تم إنشائها من طرف مارك أدلر وجون-لوب غايلي. تعتبر المكتبة عنصرا أساسيا في العديد من أنظمة التشغيل بما في ذلك: لينكس، ماك أو إس اكس وآي أو إس. كما أنه تم إستخدامها في العديد من منصات الألعاب مثل: بلاي ستيشن 4، بلاي ستيشن 3، وي يو، وي، إكس بوكس، اكس بوكس 360.

## الإستخدامات
اليوم تُستخدم مكتبة زي ليب على نطاق واسع، وهناك آلاف التطبيقات التي تعتمد عليها لضغط البيانات، سواء بطريقة مباشرة أو غير مباشرة، ومن بينها :
- نواة لينكس، حيث تُستعمل لضغط البيانات على الشبكة، أنظمة الملفات المضغوطة، وأيضا لفك ضغط صورة النواة خلال الإقلاع.
- خادوم إتش تي تي بي أباتشي يستعمل المكتبة لضغط وفك ضغط البيانات في بروتوكول نقل النص الفائق.
- أوبن إس إس إل لضغط البيانات في بروتوكول طبقة المنافذ الآمنة.
- مكتبة إف إف إم بي إي جي للوسائط المتعددة، تستعمل المكتبة لضغط وفك ضغط صيغ الفيديو والصوت.
- أدوات أوبن إس إس إتش، والتي تعتمد على المكتبة لضغط البيانات في بروتوكول SSH.
- نظام إدارة حزم دبيان.
- أباتشي سبفيرجن.
- نظام إدارة قواعد البيانات بوستجري إس كيو إل.

تستخدم المكتبة أيضا في العديد من الأجهزة المدمجة مثل آي فون، بلاي ستيشن 3.

## وصلات خارجية
- زي ليب على موقع Open Hub (الإنجليزية)
- زي ليب على موقع SourceForge (الإنجليزية)
- الموقع الرسمي.